# Musikjahr 1800
Liste der Musikjahre

◄◄ | ◄ | 1796 | 1797 | 1798 | 1799 | Musikjahr 1800 | 1801 | 1802 | 1803 | 1804 | ► | ►►

Weitere Ereignisse
Dieser Artikel behandelt das Musikjahr 1800.

## Ereignisse
- 02. April: Die Sinfonie Nr. 1 C-Dur op. 21 von Ludwig van Beethoven wird mit großem Erfolg am Wiener Hofburgtheater uraufgeführt.
- Giacomo Meyerbeer tritt noch unter seinem Geburtsnamen Jakob Liebmann Meyer Beer im Alter von neun Jahren erstmals als Pianist in Erscheinung.

## Instrumentalmusik (Auswahl)
- Ludwig van Beethoven: Klaviersonate Nr. 11; Horn-Sonate in F-Dur für Horn und Klavier op. 17; 6. Streichquartett B-Dur op. 18,6
- François-Adrien Boieldieu: Trio für Klavier op. 5; Sonata für Klavier op. 6; Terzo Duo für Harfe und Klavier con polacca
- Johann Ladislaus Dussek: The Farewell, Sonate Es op. 44 c178; Sonate A op. 43 c177
- Joseph Haydn: Trompetenkonzert Es-Dur Hob.VIIe:1, Uraufführung am 28. März im Alten Burgtheater in Wien

## Musiktheater
- 16. Januar: Die Uraufführung der Oper Les Deux Journées, ou Le Porteur d'eau (Der Wasserträger) von Luigi Cherubini findet am Théâtre Feydeau in Paris statt.
- 14. Februar: Uraufführung der einaktigen Oper Le Rocher de Leucade von Nicolas Dalayrac in Paris, Opéra-Comique.
- 02. Juni: Die heroisch-komische Oper Cesare in Farmacusa von Antonio Salieri wird mit großem Erfolg am Theater am Kärntnertor in Wien uraufgeführt.
- 08. Juni Uraufführung der Oper Béniovski ou Les Exilés du Kamchattka, von François-Adrien Boieldieu in Paris.
- 16. September: Uraufführung der Oper Le calife de Bagdad von François-Adrien Boieldieu in der Opéra-Comique (Paris).
- 01. Oktober: Uraufführung der einaktigen Oper Une Matinée de Catinat ou Le Tableau von Nicolas Dalayrac in Paris, (Théâtre Feydeau).
- 23. Oktober: Uraufführung der einaktigen Oper Maison à vendre von Nicolas Dalayrac in Paris, Opéra-Comique.
- 27. Dezember: Uraufführung der Oper Bion von Étienne-Nicolas Méhul nach einem Libretto von François-Benoît Hoffman an der Opéra-Comique in Paris.

Weitere Bühnenwerksuraufführungen
- Johann Simon Mayr: sechs Opern mit folgenden Originaltiteln: La locandiera (La bella locandiera); Il carretto del venditore d’aceto; L’imbroglione e il castiga-matti; L’inconvenienze teatrali; L’equivoco; Gli sciti
- Carl Maria von Weber: Das Waldmädchen (Oper, Frühwerk) Uraufführung in Freiburg
- Conradin Kreutzer: Die lächerliche Werbung, Singspiel in einem Akt (entstanden um 1800)
- Gaspare Spontini: La fuga in maschera (musikalische Komödie) Uraufführung in Neapel; I quadri parlanti (Oper) Uraufführung in Palermo; Gli Elisi delusi (Oper) Uraufführung in Palermo
- Étienne-Nicolas Méhul: Epicure, (Oper in drei Akten); La Dansomanie (Ballett)
- Joseph Weigl: L’uniforme, Die Oper in drei Akten wurde in Schönbrunn uraufgeführt
- Peter von Winter: Marie von Montalban (Ernsthaftes Singspiel). Das Libretto stammt von Karl Reger, nach Johann Nepomuk Komarek, und die Uraufführung erfolgt in München.
- Vicente Martín y Soler: Le retour de Poliorcète (Ballett)

## Geboren

### Geburtsdatum gesichert
- 01. Januar: Filipina Brzezińska, polnische Komponistin und Pianistin († 1886)
- 01. Januar: Václav Emanuel Horák, tschechischer Komponist († 1871)
- 06. Januar: Lambert Joseph Meerts, belgischer Violinist und Musikpädagoge († 1863)

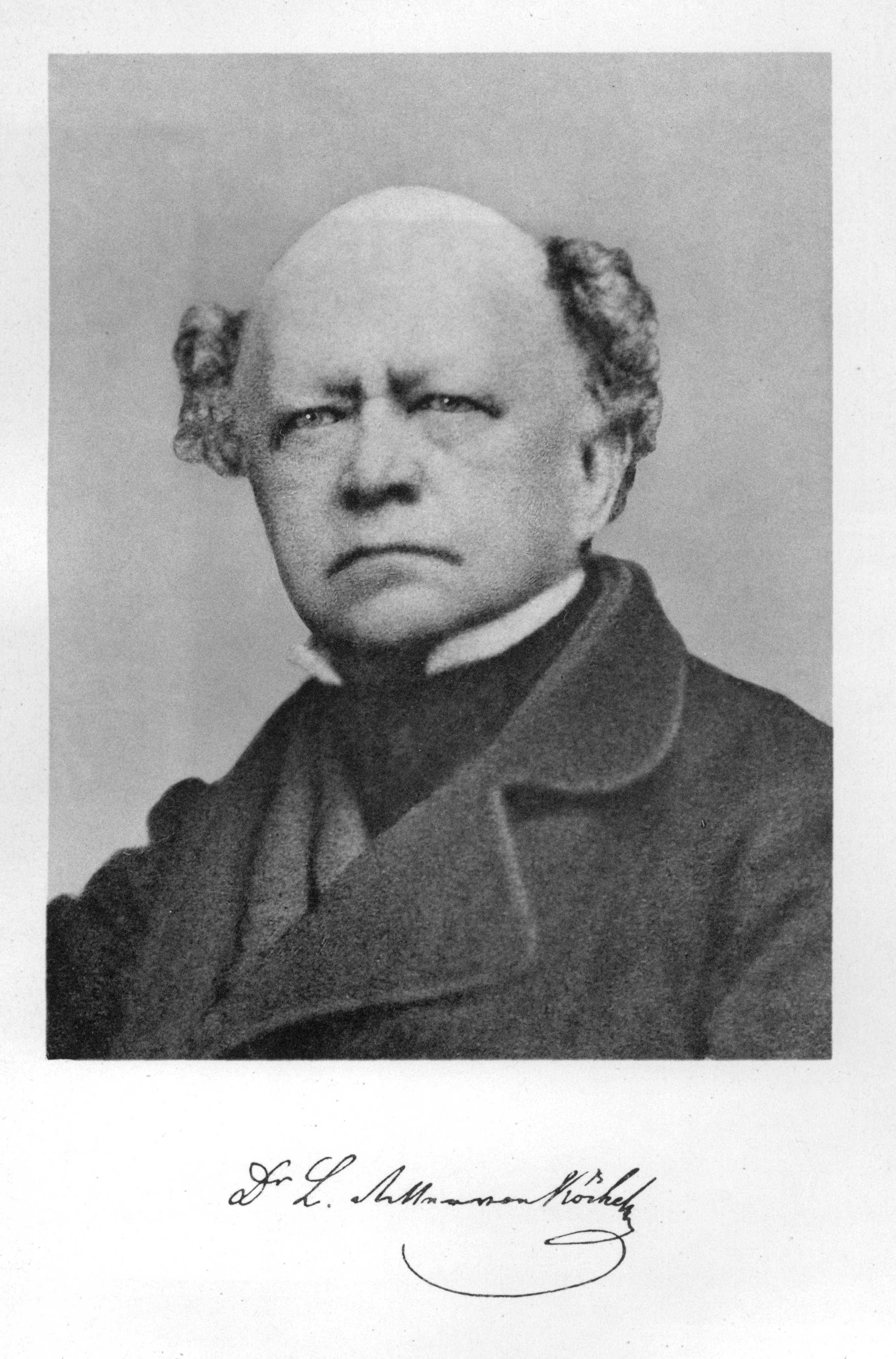
Ludwig von Köchel; * 14. Januar

- 14. Januar: Ludwig von Köchel, österreichischer Musikwissenschaftler († 1877)
- 14. Januar: Jan Kuljk, tschechischer Geigenbauer († 1872)
- 04. März: Joseph Eschborn, deutscher Komponist und Kapellmeister († 1881)
- 15. März: Raimondo Boucheron, italienischer Komponist († 1876)
- 18. März: Harriet Smithson, irische Theaterschauspielerin und erste Ehefrau des französischen Komponisten Hector Berlioz († 1854)
- 20. März: Mikhail Mishaqa, Historiker und Musiktheoretiker aus dem osmanischen Syrien († 1888)
- 31. März: Georg Hochmuth, österreichischer Orgelbauer († 1885)
- 16. April: Józef Stefani, polnischer Komponist († 1876)
- 10. Mai: Nikolai Alexejewitsch Titow, russischer Komponist († 1875)
- 17. Mai: Carl Friedrich Zöllner, deutscher Komponist († 1860)
- 17. Juni: Ivar Fredrik Bredal, dänischer Dirigent und Komponist († 1864)
- 27. Juni: Karl Drechsler, deutscher Cellist († 1873)
- 22. Juli: Jakob Lorber, österreichischer Schriftsteller und Musiker († 1864)
- 28. Juli: Claude Montal, französischer Klavierbauer († 1865)
- 02. September: Franz Rosner, österreichischer Sänger (Tenor) ungarischer Herkunft († 1841)
- 04. November: Franz Friedrich Eduard Brendler, schwedischer Flötist und Komponist († 1831)
- 06. November: Eduard Grell, deutscher Komponist und Organist († 1886)
- 17. November: Louis Schlösser, deutscher Komponist und Konzertvirtuose († 1886)
- 06. Dezember: Johann Lüthi, Schweizer Volksmusiker, Sänger, Musiklehrer, Chorleiter und Leinenweber († 1869)
- 26. Dezember: Gustav Wilhelm Teschner, deutscher Komponist († 1883)
- 27. Dezember: John Goss, englischer Organist und Komponist († 1880)

### Genaues Geburtsdatum unbekannt
- Atanasio Bello Montero, venezolanischer Geiger, Dirigent, Operndirektor und Komponist († 1876)
- Carl Groß, österreichischer Musiker und Beamter († 1842)
- Carl Meaubert, deutscher Komiker, Sänger und Schauspieler († 1863)
- Salvatore Patti, italienischer Operntenor († 1869)

### Geboren vor 1800
- Johann Georg Abeltshauser, deutscher Hornist und Komponist († nach 1830)

### Geboren um 1800
- Christian Friedrich Schafberg, deutscher Orgelbauer († nach 1843)

## Gestorben

### Todesdatum gesichert
- 04. Januar: Giovanni Battista Mancini, italienischer Sänger, Gesangslehrer und Schriftsteller (* 1714)
- 10. Januar: Johan Wikmansson, schwedischer Komponist (* 1753)
- 28. April: Jewstignei Fomin, russischer Komponist (* 1761)

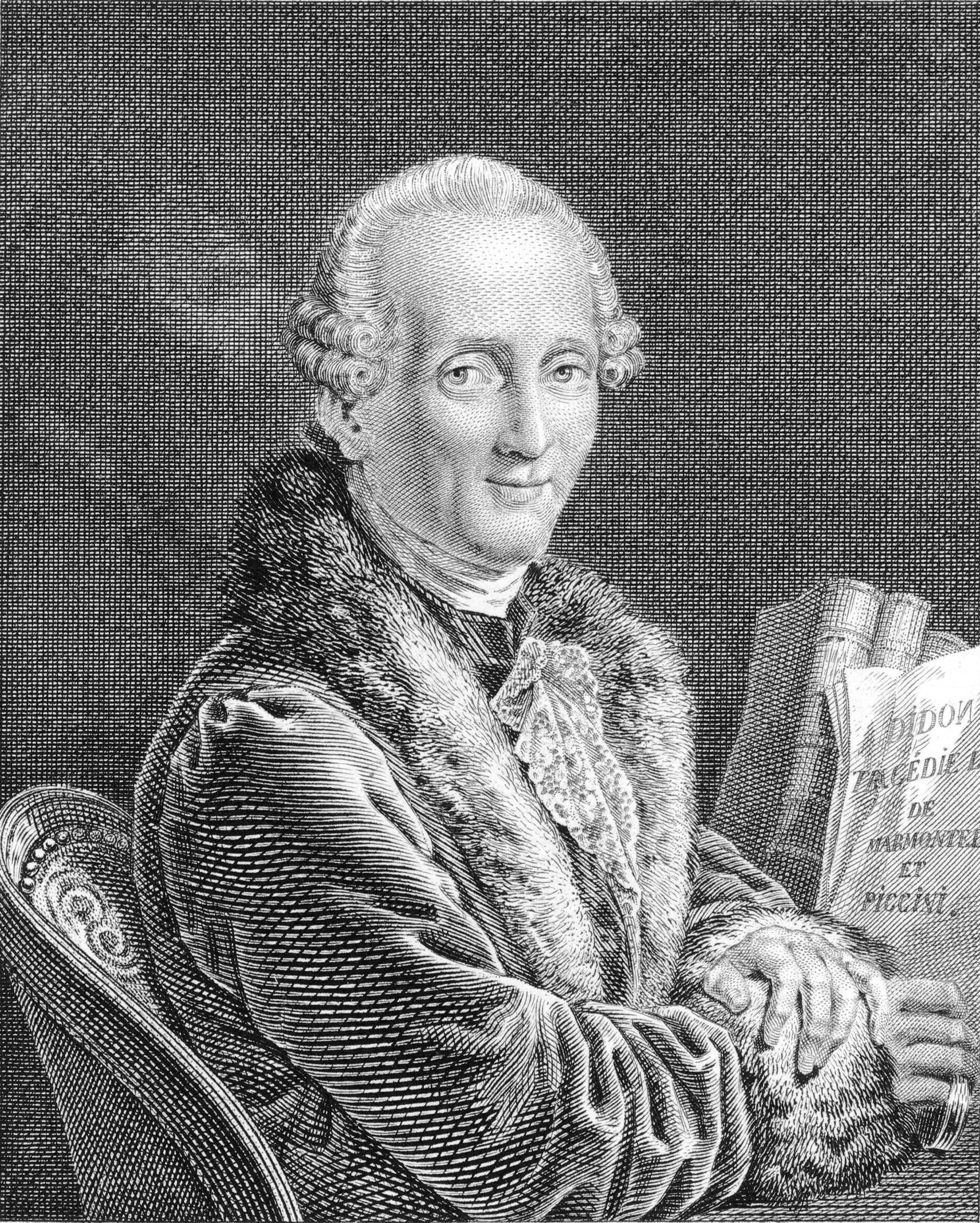
Niccolò Piccinni; † 7. Mai

- 07. Mai: Niccolò Piccinni, italienischer Komponist (* 1728)
- 10. Juni: Johann Abraham Peter Schulz, deutscher Musiker und Komponist (* 1747)
- 26. September: William Billings, US-amerikanischer Komponist (* 1746)
- 27. September: Hyacinthe Jadin, französischer Komponist und Professor (* 1776)
- 01. Oktober: Jakob Friedrich Grundmann, deutscher Holzblasinstrumentenmacher (* 1727)
- 29. November: Gian Battista Frizzoni, Schweizer Pfarrer und Kirchenlieddichter (* 1727)
- 02. Dezember: Jordi Bosch, mallorquinischer Orgelbauer und königlich-spanischer Hoforgelbauer (* 1739)

### Genaues Todesdatum unbekannt
- Jean-Joseph Rousseau, französischer Tenor (* 1761)